# Cantó de Quimperlé
El cantó de Quimperlé (bretó Kanton Kemperle) és una divisió administrativa francesa situat al departament de Finisterre a la regió de Bretanya.

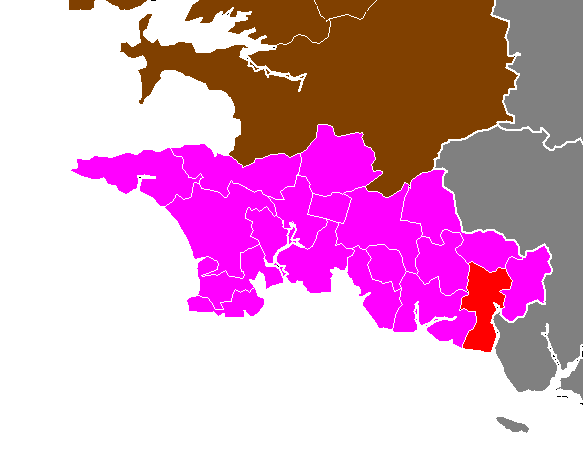
Situació del cantó

## Composició
El cantó aplega 5 comunes :
| Nom francès     | Nom bretó         | Població | km²    | Codi Postal | Codi INSEE |
| Baye            | Bei               | 912      | 7.29   | 29300       | 29005      |
| Clohars-Carnoët | Kloar-Karnoed     | 3867     | 34.83  | 29360       | 29031      |
| Mellac          | Mellag            | 2314     | 26.38  | 29300       | 29147      |
| Quimperlé       | Kemperle          | 10850    | 31.73  | 29300       | 29233      |
| Trémeven        | Tremeven-Kemperle | 2017     | 15.42  | 29300       | 29297      |
| Cantó           | Kemperle          | 19960    | 115.65 | -           | 2936       |

## Evolució demogràfica
| 1962   | 1968   | 1975   | 1982   | 1990   | 1999   |
| ------ | ------ | ------ | ------ | ------ | ------ |
| 17.314 | 17.486 | 18.028 | 19.084 | 19.589 | 19.960 |

## Història
| Data d'elecció                           | Identitat       | Partit | Qualitat |
| ---------------------------------------- | --------------- | ------ | -------- |
| 2004-                                    | Louis Le Pensec | PS     |          |
| 2004-                                    | Michaël Quernez | PS     |          |
| les dades anteriors no són pas conegudes |                 |        |          |
|                                          |                 |        |          |